# Legiunea a IV-a Flavia Felix
Legiunea a IV-a Flavia Felix a fost o legiune romană creată de împăratul Vespasian în anul 70, din rămășițele Legiunii a III-a Macedonica. Legiunea a fost activă în Moesia Superior în prima jumătate a secolului al IV-lea. Simbolul legiunii era un leu.
În timpul răscoalei batavilor, Legiunea a III-a Macedonica a luptat pentru Vespasian, dar împăratul nu mai avea încredere în oamenii săi, probabil din cauză că ei îl sprijiniseră pe Vitellius cu doi ani în urmă. Prin urmare Legiunea a III-a Macedonica a fost desființată. și o nouă legiune, a patra, a fost formată. Împăratul a dat numele soției sale, Flavia, noii legiuni. Deoarece simbolul legiunii era leul se consideră că legiunea a fost probabil formată în perioada iulie/august 70. 
IIII Flavia Felix se afla în Burnum, Dalmatia (Kistanje de azi, Croația), unde a înlocuit Legiunea a XI-a Claudia. După atacul dacilor din 86, Domițian a mutat legiunea în Moesia Superior, la Singidunum (astăzi Belgrad, Serbia).
În anul 88, Legiunea a IV-a Flavia Felix a participat la invazia din Dacia. A participat și la războaiele dacice ale lui Traian. Legiunea a fost victorioasă în a doua bătălie de la Tapae. A participat de asemenea și la ultima luptă și decisivă împotriva dacilor, cucerind capitala lor, Sarmisegetusa.
În războaiele marcomanice (166-180 AD), legiunea a trecut Dunărea împotriva triburilor germanice. 
Legiunea posibil să fi luptat în unul sau mai multe războaie contra sasanizilor, dar a staționat în Moesia Superior până la prima jumătate a secoulului al IV-lea. 